# West Port

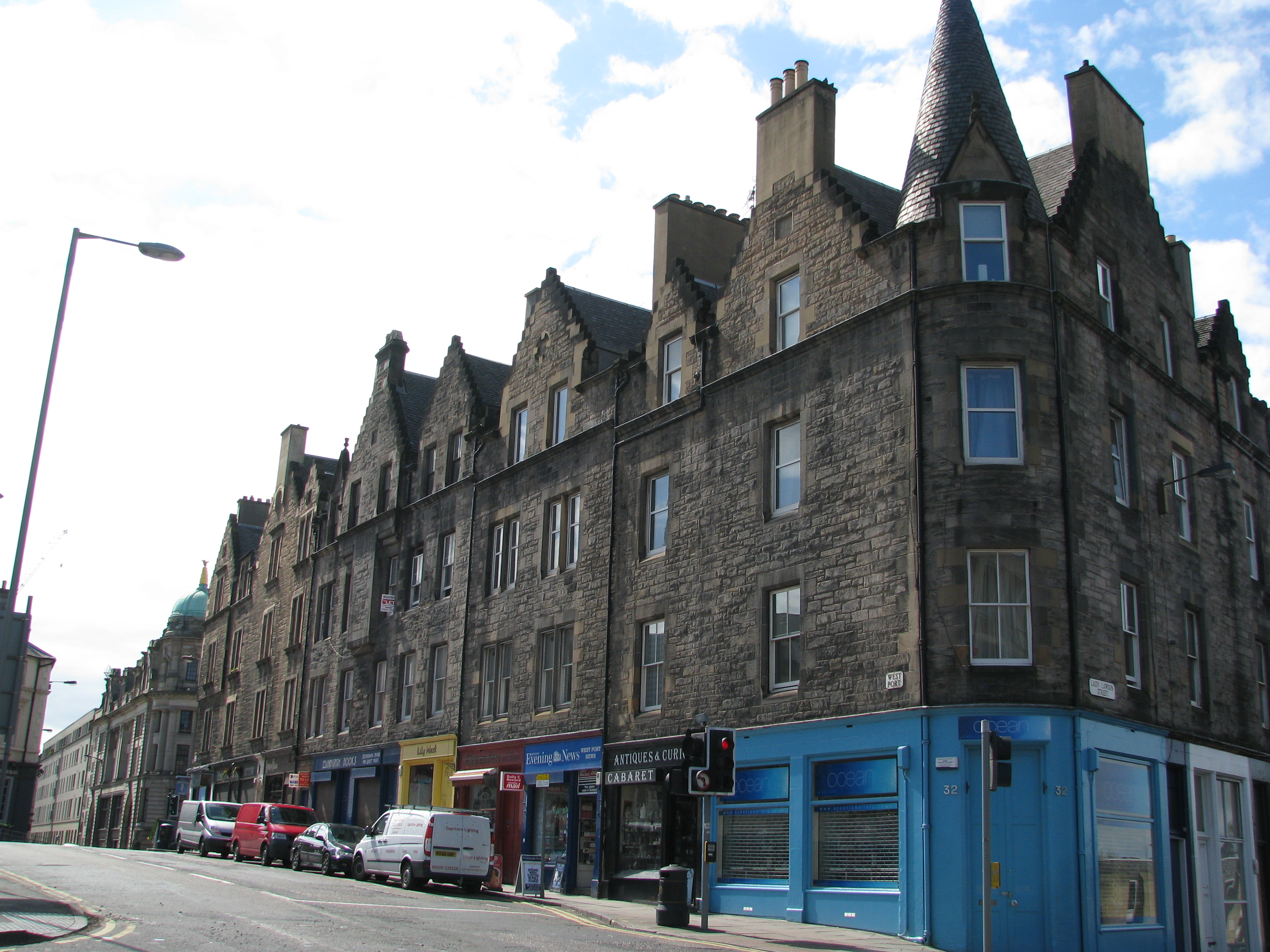
La parte nord di West Port

West Port è una via della città vecchia di Edimburgo, Scozia, che si trova a sud del Castello di Edimburgo. Parte da Main Point (il punto di incontro tra Bread Street, Lauriston Street, East Fountainbridge e High Riggs) e prosegue verso l'incrocio a ovest di Grassmarket. Il suo nome deriva dal fatto che la strada porta a West Port, che era l'unica uscita dalla città verso ovest, quando c'erano le mura della città, permettendo di attraversare la Flodden Wall. Il cancello per il porto fu demolito nel 1786.

## Storia della strada

### Nome storico della strada e dell'area
Wester Portsburgh, meglio noto con il nome di Wast Port, era la via principale che attraversava il borgo di Portsburgh - un borgo di baronia dal 1649 al 1856.
Il nome West Port in origine si riferiva solo al cancello stesso, ma con il tempo cominciò ad indicare l'intero percorso della strada e dal 1837 venne indicata così anche nelle mappe. Wester Portsburgh è un nome che si trova ancora nelle mappe e stava ad indicare la stessa strada fino al 1831.
Un altro nome della stessa strada è stato Portsburgh dal 1836, tuttavia questo non serve a distinguerla dalla parte est di Portsburgh (Easter Portsburgh), che all'epoca era parte dello stesso borgo, ognuna delle due parti di Portsburgh avevano il loro sistema amministrativo e il baillie.

### Eventi storici e residenti famosi
- "Nel 1650, quando ci si aspettava un'invasione inglese, molte case a Potterrow, come anche a West Port, furono demolite per ordine del magistrato, che i cannoni del castello, e quelli sulle mura della città avrebbero avuto azione libera di colpire il nemico".[9]
- Roberto I di Scozia arrivò in città attraverso West Port.
- James Hogg disse in Confessioni di un peccatore impeccabile che aveva alloggiato a Portsburgh.[10]
- La sommossa di Porteous cominciò con una folla a Portsburgh.
- Agli omicidi di West Port venne dato questo nome poiché le vittime erano attirate nell'alloggio di Hare a Tanner's Close, fuori da West POrt, per essere uccise.[11]
- L'"Esperimento di West Port" fu un modello di gestione della parrocchia, pensato da Thomas Chalmers, con una chiesa/scuola costruita nella parte sud della strada per facilitarlo.[12]

## Storia recente e giorni nostri
- La Chiesa di Portsburgh è sul registro degli edifici a rischio.[13]

### Edifici importanti ancora esistenti

#### Edifici costruiti nel XXI secolo e prima
L'ostello delle donne dell'Esercito della Salvezza in Art Nouveau, all'angolo tra Grassmarket, The Vennel e West Port fu costruito nel 1910 ed è un monumento classificato in classe C. L'Edinburgh College of Art, acquistò e usò l'ostello, insieme alla vicina Chiesa di Portsburgh, all'entrata di via Vennel. La licenza edilizia fu rilasciata nel mese di ottobre 2007 per i due edifici che furono cambiati in residence.
Portsburgh Square si trova nella parte nord di West Port, vicino a Grassmarket che porta ancora i vecchi riferimenti di 'Portsburgh' e 'Western Portsburgh'.

#### Sviluppi del XXI secolo
Argyle House domina la parte nord di West Port e l'incrocio con Lady Lawson Street, costruita nel 1968 sul progetto di Michael Laird and Partners. Per lubngo tempo usata come ufficio governativo, ora è vuota. Citata come uno degli "edifici più brutti" di Edimburgo, ma con una bella vista sul Castello di Edimburgo, il sito è in lista per un recupero.
Evolution House, l'edificio più nuovo dell'Edinburgh College of Art si trova all'incrocio est di West Port e Lady Lawson Street.
Sono stati svelati i piani per un nuovo edificio da costruire a West Port nel blocco tra Lady Lawson Street e Lauriston Street, per essere chiamato Westport 102. Questo dovrebbe essere costruito dove prima era situato il quartier generale della poste, che collasso durante una demolizione, causando alla chiusura di diverse strade in zona per un lungo periodo di tempo.

## Soho di Edimburgo
La strada è famosa anche per il gran numero di librerie di seconda mano (sette) che si trovano sulla strada. Questi negozi hanno recentemente fondato un club insieme per celebrare questa strada a volte trascurata con il lancio di un nuovo festival del libro, chiamato West Port Book Festival. Riconoscendo il mix di librerie e strip club, hanno battezzato la strada la Soho di Edimburgo.